# Pologne aux Jeux olympiques d'hiver de 2022
La Pologne participe aux Jeux olympiques d'hiver de 2022 à Pékin en Chine du 4 au 20 février 2022. Il s'agit de sa vingt-quatrième participation à des Jeux d'hiver.

## Cérémonies d'ouverture et de clôture
Pour la première fois aux Jeux olympiques d'hiver, le Comité international olympique autorise que les différentes délégations présentent deux porte-drapeau, une femme et un homme, pour la cérémonie d'ouverture. Le Comité olympique polonais choisit Natalia Czerwonka et Zbigniew Bródka pour cette fonction. À quelques jours de la cérémonie, Aleksandra Król remplace Natalia Czerwonka, cette dernière étant positive au Covid-19.  

## Participation
Aux Jeux olympiques d'hiver de 2022, les athlètes de l'équipe de Pologne participent aux épreuves suivantes : 
| Sport               | Hommes | Femmes | Total |
| ------------------- | ------ | ------ | ----- |
| Biathlon            | 1      | 4      | 5     |
| Combiné nordique    | 2      | 0      | 2     |
| Luge                | 3      | 1      | 4     |
| Patinage artistique | 1      | 2      | 3     |
| Patinage de vitesse | 5      | 5      | 10    |
| Saut à ski          | 5      | 2      | 7     |
| Short-track         | 2      | 4      | 6     |
| Ski alpin           | 2      | 4      | 6     |
| Ski de fond         | 4      | 5      | 9     |
| Snowboard           | 3      | 2      | 5     |
| Total               | 28     | 29     | 57    |

## Médaillés
| Sport      | Discipline      | Athlète(s)    | Performance  | Date      |
| ---------- | --------------- | ------------- | ------------ | --------- |
| Saut à ski | Tremplin normal | Dawid Kubacki | 265,9 points | 6 février |

## Résultats

### Biathlon
| Grzegorz Guzik | 54 min 47 s 9 | 3 (0+1+1+1) | 49e | 26 min 36 s 2 | 1 (0+1) | 48e | 47 min 7 s | 8 (2+3+1+2) | 54e |

| Monika Hojnisz-Staręga | 46 min 55 s 3 | 2 (0+0+1+1) | 20e | 22 min 12 s 9 | 1 (1+0) | 16e | 37 min 15 s 7 | 2 (2+0+0+0) | 9e      | 44 min 6 s 6 | 8 (2+3+1+2) | 27e |
| Anna Mąka              | 58 min 18 s 3 | 9 (2+2+2+3) | 85e | 23 min 55 s 4 | 3 (1+2) | 66e | -             | -           | -       | -            | -           | -   |
| Kinga Zbylut           | 50 min 54 s 7 | 3 (0+1+1+1) | 55e | 24 min 5 s 1  | 2 (1+1) | 69e | -             | -           | -       | -            | -           | -   |
| Kamila Żuk             | 49 min 2 s 7  | 3 (0+2+1+0) | 36e | 23 min 22 s 9 | 1 (1+0) | 53e | Forfait       | Forfait     | Forfait | -            | -           | -   |

| Athlètes                                                 | Épreuve | Temps             | Pénalité | Rang |
| -------------------------------------------------------- | ------- | ----------------- | -------- | ---- |
| Monika Hojnisz-Staręga Anna Mąka Kinga Zbylut Kamila Żuk | Femmes  | 1 h 17 min 12 s 1 | 1+10     | 14e  |

### Combiné nordique
| Athlète              | Épreuve          | Saut à ski | Saut à ski | Saut à ski | Ski de fond   | Ski de fond | Total         | Total |
| Athlète              | Épreuve          | Distance   | Points     | Rang       | Temps         | Rang        | Temps         | Rang  |
| -------------------- | ---------------- | ---------- | ---------- | ---------- | ------------- | ----------- | ------------- | ----- |
| Szczepan Kupczak     | Tremplin normal, | 89,5 m     | 87,5       | 32e        | 27 min 22 s 3 | 37e         | 30 min 24 s 3 | 34e   |
| Andrzej Szczechowicz | Tremplin normal, | 82,5 m     | 76,4       | 37e        | 26 min 40 s 2 | 33e         | 30 min 26 s 2 | 35e   |
| Szczepan Kupczak     | Grand tremplin,  | 121,5 m    | 86,3       | 30e        | 28 min 25 s 8 | 42e         | 31 min 59 s 8 | 35e   |
| Andrzej Szczechowicz | Grand tremplin,  | 93,0 m     | 44,6       | 45e        | 29 min 27 s 5 | 44e         | 35 min 48 s 5 | 45e   |

### Luge
| Athlètes                                                                   | Épreuve          | Course 1      | Course 1 | Course 2      | Course 2 | Course 3      | Course 3    | Course 4    | Course 4    | Total          | Total |
| Athlètes                                                                   | Épreuve          | Temps         | Rang     | Temps         | Rang     | Temps         | Rang        | Temps       | Rang        | Temps          | Rang  |
| -------------------------------------------------------------------------- | ---------------- | ------------- | -------- | ------------- | -------- | ------------- | ----------- | ----------- | ----------- | -------------- | ----- |
| Klaudia Domaradzka                                                         | Monoplace femmes | 59 s 871      | 25e      | 59 s 892      | 25e      | 1 min 1 s 313 | 31e         | Éliminée    | Éliminée    | 3 min 1 s 076  | 27e   |
| Mateusz Sochowicz                                                          | Monoplace hommes | 58 s 863      | 24e      | 59 s 196      | 26e      | 58 s 867      | 24e         | Éliminé     | Éliminé     | 2 min 56 s 926 | 25e   |
| Wojciech Chmielewski Jakub Kowalewski                                      | Biplace (hommes) | 58 s 992      | 8e       | 59 s 073      | 9e       | Non disputé   | Non disputé | Non disputé | Non disputé | 1 min 58 s 065 | 9e    |
| Klaudia Domaradzka Mateusz Sochowicz Wojciech Chmielewski Jakub Kowalewski | Relais mixte     | 1 min 1 s 448 | 10e      | 1 min 2 s 727 | 9e       | 1 min 2 s 961 | 7e          | Non disputé | Non disputé | 3 min 7 s 136  | 8e    |

### Patinage artistique
| Athlète                           | Épreuve           | Programme court Danse originale | Programme court Danse originale | Programme libre Danse libre | Programme libre Danse libre | Total  | Total |
| Athlète                           | Épreuve           | Points                          | Rang                            | Points                      | Rang                        | Points | Rang  |
| --------------------------------- | ----------------- | ------------------------------- | ------------------------------- | --------------------------- | --------------------------- | ------ | ----- |
| Ekaterina Kurakova                | Individuel femmes | 59,08                           | 24e                             | 126,76                      | 12e                         | 185,84 | 12e   |
| Natalia Kaliszek Maksym Spodyriev | Danse sur glace   | 70,32                           | 15e                             | 96,99                       | 20e                         | 167,31 | 17e   |

### Patinage de vitesse
| Athlète         | Épreuve      | Course       | Course  |
| Athlète         | Épreuve      | Temps        | Rang    |
| --------------- | ------------ | ------------ | ------- |
| Marek Kania     | 500 mètres   | 34 s 92      | 16e     |
| Piotr Michalski | 500 mètres   | 34 s 52      | 5e      |
| Damian Żurek    | 500 mètres   | 34 s 73      | 11e     |
| Piotr Michalski | 1 000 mètres | 1 min 8 s 56 | 4e      |
| Damian Żurek    | 1 000 mètres | 1 min 9 s 08 | 13e     |
| Zbigniew Bródka | 1 500 mètres | Forfait      | Forfait |

| Athlète             | Épreuve      | Course        | Course |
| Athlète             | Épreuve      | Temps         | Rang   |
| ------------------- | ------------ | ------------- | ------ |
| Kaja Ziomek         | 500 mètres   | 37 s 70       | 9e     |
| Andżelika Wójcik    | 500 mètres   | 37 s 78       | 11e    |
| Andżelika Wójcik    | 1 000 mètres | 1 min 16 s 79 | 20e    |
| Karolina Bosiek     | 1 000 mètres | 1 min 16 s 54 | 17e    |
| Natalia Czerwonka   | 1 500 mètres | 1 min 59 s 03 | 19e    |
| Magdalena Czyszczoń | 1 500 mètres | 2 min 5 s 64  | 30e    |
| Magdalena Czyszczoń | 5 000 mètres | 7 min 21 s 49 | 12e    |

| Athlète             | Épreuve | Demi-finale | Demi-finale   | Demi-finale | Finale       | Finale        | Finale |
| Athlète             | Épreuve | Points      | Temps         | Rang        | Points       | Temps         | Rang   |
| ------------------- | ------- | ----------- | ------------- | ----------- | ------------ | ------------- | ------ |
| Zbigniew Bródka     | Hommes  | 0           | 8 min 17 s 49 | 14e         | Éliminé      | Éliminé       | 27e    |
| Artur Janicki       | Hommes  | 0           | 7 min 44 s 48 | 11e         | Éliminé      | Éliminé       | 22e    |
| Karolina Bosiek     | Femmes  | 6           | 8 min 34 s 43 | 5e          | Disqualifiée | Disqualifiée  | 17e    |
| Magdalena Czyszczoń | Femmes  | 4           | 8 min 31 s 77 | 6e          | 2            | 8 min 21 s 07 | 10e    |

| Athlète                                               | Épreuve | Quart de finale          | Quart de finale | Demi-finale      | Demi-finale    | Finale / MB                               | Finale / MB |
| Athlète                                               | Épreuve | Adversaire Temps         | Rang            | Adversaire Temps | Rang           | Adversaire Temps                          | Rang        |
| ----------------------------------------------------- | ------- | ------------------------ | --------------- | ---------------- | -------------- | ----------------------------------------- | ----------- |
| Karolina Bosiek Natalia Czerwonka Magdalena Czyszczoń | Femmes  | ROC Défaite 3 min 1 s 92 | 7e              | Non qualifiées   | Non qualifiées | Finale D Biélorussie Défaite 3 min 3 s 19 | 8e          |

### Patinage de vitesse sur piste courte (short-track)
| Athlète                                                                 | Épreuve               | Série          | Série       | Quart de Finale | Quart de Finale | Demi-finale    | Demi-finale | Finale Finale B | Finale Finale B |
| Athlète                                                                 | Épreuve               | Temps          | Rang        | Temps           | Rang            | Temps          | Rang        | Temps           | Rang            |
| ----------------------------------------------------------------------- | --------------------- | -------------- | ----------- | --------------- | --------------- | -------------- | ----------- | --------------- | --------------- |
| Michał Niewiński                                                        | 1 500 m hommes        | Non disputé    | Non disputé | 2 min 12 s 852  | 6e              | Éliminé        | Éliminé     | Éliminé         | 12e             |
| Patrycja Maliszewska                                                    | 500 m femmes          | 44 s 130       | 3e          | Éliminée        | Éliminée        | Éliminée       | Éliminée    | Éliminée        | 22e             |
| Nikola Mazur                                                            | 500 m femmes          | 43 s 732       | 4e          | Éliminée        | Éliminée        | Éliminée       | Éliminée    | Éliminée        | 27e             |
| Kamila Stormowska                                                       | 500 m femmes          | 44 s 053       | 4e          | Éliminée        | Éliminée        | Éliminée       | Éliminée    | Éliminée        | 28e             |
| Natalia Maliszewska                                                     | 1 000 m femmes        | 1 min 29 s 610 | 1re         | 1 min 48 s 908  | 5e              | Éliminée       | Éliminée    | Éliminée        | 17e             |
| Kamila Stormowska                                                       | 1 000 m femmes        | 1 min 28 s 567 | 4e          | Éliminée        | Éliminée        | Éliminée       | Éliminée    | Éliminée        | 26e             |
| Natalia Maliszewska                                                     | 1 500 m femmes        | Non disputé    | Non disputé | 2 min 25 s 850  | 5e              | Éliminée       | Éliminée    | Éliminée        | 29e             |
| Kamila Stormowska                                                       | 1 500 m femmes        | Non disputé    | Non disputé | 2 min 33 s 603  | 4e              | Éliminée       | Éliminée    | Éliminée        | 24e             |
| Natalia Maliszewska Patrycja Maliszewska Nikola Mazur Kamila Stormowska | Relais femmes 3 000 m | Non disputé    | Non disputé | Non disputé     | Non disputé     | 4 min 10 s 074 | 3e          | 4 min 10 s 210  | 6e              |
| Łukasz Kuczyński Nikola Mazur Michał Niewiński Kamila Stormowska        | Relais mixte 2 000 m  | Non disputé    | Non disputé | 2 min 50 s 513  | 4e              | Éliminés       | Éliminés    | Éliminés        | 11e             |

### Saut à ski
| Athlète                                               | Épreuve                   | Qualification | Qualification | Qualification | Finale   | Finale   | Finale   | Finale   | Finale   | Finale   | Finale   | Finale                              |
| Athlète                                               | Épreuve                   | Qualification | Qualification | Qualification | 1er saut | 1er saut | 1er saut | 2e saut  | 2e saut  | 2e saut  | Total    | Total                               |
| Athlète                                               | Épreuve                   | Distance      | Points        | Rang          | Distance | Points   | Rang     | Distance | Points   | Rang     | Points   | Rang                                |
| ----------------------------------------------------- | ------------------------- | ------------- | ------------- | ------------- | -------- | -------- | -------- | -------- | -------- | -------- | -------- | ----------------------------------- |
| Stefan Hula Jr.                                       | Hommes (tremplin normal), | 90,5 m        | 87,9          | 27e           | 103,0 m  | 127,0    | 23e      | 93,5 m   | 110,8    | 27e      | 237,8    | 26e                                 |
| Dawid Kubacki                                         | Hommes (tremplin normal), | 94,0 m        | 98,3          | 16e           | 104,0 m  | 133,1    | 8e       | 103,0 m  | 132,8    | 2e       | 265,9    | Médaille de bronze, Jeux olympiques |
| Kamil Stoch                                           | Hommes (tremplin normal), | 83,5 m        | 78,7          | 36e           | 101,5 m  | 136,3    | 3e       | 97,5 m   | 124,6    | 13e      | 260,9    | 6e                                  |
| Piotr Żyła                                            | Hommes (tremplin normal), | 102,5 m       | 112,1         | 3e            | 95,0 m   | 121,6    | 27e      | 99,0 m   | 123,9    | 14e      | 245,5    | 21e                                 |
| Dawid Kubacki                                         | Hommes (grand tremplin),  | 125,5 m       | 112,5         | 22e           | 131,0 m  | 123,7    | 25e      | 131,5 m  | 127,5    | 23e      | 251,2    | 26e                                 |
| Kamil Stoch                                           | Hommes (grand tremplin),  | 128,0 m       | 122,5         | 8e            | 137,5 m  | 140,3    | 4e       | 133,5 m  | 136,9    | 8e       | 277,2    | 4e                                  |
| Paweł Wąsek                                           | Hommes (grand tremplin),  | 117,5 m       | 96,5          | 36e           | 129,0 m  | 121,9    | 28e      | 134,5 m  | 132,4    | 16e      | 254,3    | 21e                                 |
| Piotr Żyła                                            | Hommes (grand tremplin),  | 120,0 m       | 106,3         | 27e           | 134,0 m  | 129,7    | 14e      | 131,0 m  | 125,8    | 25e      | ''255,5  | 18e                                 |
| Dawid Kubacki Kamil Stoch Paweł Wąsek Piotr Żyła      | Par équipes hommes        | Non disputé   | Non disputé   | Non disputé   | 508,5 m  | 434,5    | 6e       | 499,0 m  | 445,6    | 5e       | 880,1    | 6e                                  |
| Nicole Konderla                                       | Femmes                    | Non disputé   | Non disputé   | Non disputé   | 64,0 m   | 37,8     | 36e      | Éliminée | Éliminée | Éliminée | Éliminée | Éliminée                            |
| Kinga Rajda                                           | Femmes                    | Non disputé   | Non disputé   | Non disputé   | 69,0 m   | 40,9     | 35e      | Éliminée | Éliminée | Éliminée | Éliminée | Éliminée                            |
| Nicole Konderla Dawid Kubacki Kinga Rajda Kamil Stoch | Par équipes mixte         | Non disputé   | Non disputé   | Non disputé   | 351,5 m  | 386,1    | 5e       | 349,5 m  | 377,1    | 6e       | 763,2    | 6e                                  |

### Ski alpin
| Athlète         | Épreuve      | 1re manche | 1re manche | 2e manche   | 2e manche   | Total       | Total       |
| Athlète         | Épreuve      | Temps      | Rang       | Temps       | Rang        | Temps       | Rang        |
| --------------- | ------------ | ---------- | ---------- | ----------- | ----------- | ----------- | ----------- |
| Michał Jasiczek | Slalom       | 57 s 40    | 30e        | Disqualifié | Disqualifié | Disqualifié | Disqualifié |
| Paweł Pyjas     | Slalom       | Abandon    | Abandon    | Éliminé     | Éliminé     | Éliminé     | Éliminé     |
| Michał Jasiczek | Slalom géant | Abandon    | Abandon    | Éliminé     | Éliminé     | Éliminé     | Éliminé     |
| Paweł Pyjas     | Slalom géant | Abandon    | Abandon    | Éliminé     | Éliminé     | Éliminé     | Éliminé     |

### Ski de fond
| Athlète         | Épreuve                   | Classique    | Classique   | Libre             | Libre             | Total             | Total |
| Athlète         | Épreuve                   | Temps        | Rang        | Temps             | Rang              | Temps             | Rang  |
| --------------- | ------------------------- | ------------ | ----------- | ----------------- | ----------------- | ----------------- | ----- |
| Dominik Bury    | Skiathlon (15 km + 15 km) | 42 min 8 s 2 | 35e         | 39 min 57 s 9     | 26e               | 1 h 22 min 40 s 6 | 26e   |
| Mateusz Haratyk | Skiathlon (15 km + 15 km) | 45 min 40 s  | 59e         | A concédé un tour | A concédé un tour | A concédé un tour | 51e   |
| Dominik Bury    | 15 km classique           | Non disputé  | Non disputé | Non disputé       | Non disputé       | 40 min 48 s 4     | 27e   |
| Mateusz Haratyk | 15 km classique           | Non disputé  | Non disputé | Non disputé       | Non disputé       | 43 min 0 s 3      | 60e   |
| Dominik Bury    | 50 km libre 30 km libre   | Non disputé  | Non disputé | Non disputé       | Non disputé       | 1 h 16 min 1 s    | 30e   |
| Mateusz Haratyk | 50 km libre 30 km libre   | Non disputé  | Non disputé | Non disputé       | Non disputé       | 1 h 20 min 24 s   | 50e   |

| Athlète                                                          | Épreuve                     | Classique     | Classique   | Libre         | Libre       | Total             | Total |
| Athlète                                                          | Épreuve                     | Temps         | Rang        | Temps         | Rang        | Temps             | Rang  |
| ---------------------------------------------------------------- | --------------------------- | ------------- | ----------- | ------------- | ----------- | ----------------- | ----- |
| Magdalena Kobielusz                                              | Skiathlon (7,5 km + 7,5 km) | 27 min 32 s 7 | 59e         | 25 min 45 s 8 | 59e         | 54 min 12 s       | 59e   |
| Izabela Marcisz                                                  | Skiathlon (7,5 km + 7,5 km) | 24 min 1 s 6  | 17e         | 22 min 52 s 8 | 18e         | 47 min 30 s 7     | 16e   |
| Magdalena Kobielusz                                              | 10 km classique             | Non disputé   | Non disputé | Non disputé   | Non disputé | 35 min 40 s 3     | 78e   |
| Karolina Kukuczka                                                | 10 km classique             | Non disputé   | Non disputé | Non disputé   | Non disputé | 33 min 16 s 6     | 64e   |
| Izabela Marcisz                                                  | 10 km classique             | Non disputé   | Non disputé | Non disputé   | Non disputé | 30 min 54 s 6     | 29e   |
| Monika Skinder                                                   | 10 km classique             | Non disputé   | Non disputé | Non disputé   | Non disputé | 31 min 49 s 9     | 49e   |
| Magdalena Kobielusz                                              | 30 km libre                 | Non disputé   | Non disputé | Non disputé   | Non disputé | 1 h 44 min 48 s 8 | 57e   |
| Izabela Marcisz                                                  | 30 km libre                 | Non disputé   | Non disputé | Non disputé   | Non disputé | 1 h 31 min 43 s   | 21e   |
| Weronika Kaleta Karolina Kukuczka Izabela Marcisz Monika Skinder | Relais 4 × 5 km             | Non disputé   | Non disputé | Non disputé   | Non disputé | 1 h 0 min 21 s 5  | 14e   |

| Athlète                        | Épreuve            | Qualification | Qualification | Quart de finale | Quart de finale | Demi-finale    | Demi-finale | Finale         | Finale   |
| Athlète                        | Épreuve            | Temps         | Rang          | Temps           | Rang            | Temps          | Rang        | Temps          | Rang     |
| ------------------------------ | ------------------ | ------------- | ------------- | --------------- | --------------- | -------------- | ----------- | -------------- | -------- |
| Kamil Bury                     | Individuel hommes  | 3 min 2 s 73  | 58e           | Éliminé         | Éliminé         | Éliminé        | Éliminé     | Éliminé        | Éliminé  |
| Maciej Staręga                 | Individuel hommes  | 2 min 53 s 61 | 26e           | 2 min 58 s 56   | 4e              | Éliminé        | Éliminé     | Éliminé        | 19e      |
| Kamil Bury Maciej Staręga      | Par équipes hommes | Non disputé   | Non disputé   | Non disputé     | Non disputé     | 20 min 19 s 87 | 8e          | Éliminés       | 15e      |
| Weronika Kaleta                | Individuel femmes  | 3 min 32 s 28 | 50e           | Éliminée        | Éliminée        | Éliminée       | Éliminée    | Éliminée       | Éliminée |
| Izabela Marcisz                | Individuel femmes  | 3 min 25 s 62 | 39e           | Éliminée        | Éliminée        | Éliminée       | Éliminée    | Éliminée       | Éliminée |
| Monika Skinder                 | Individuel femmes  | 3 min 27 s 93 | 42e           | Éliminée        | Éliminée        | Éliminée       | Éliminée    | Éliminée       | Éliminée |
| Izabela Marcisz Monika Skinder | Par équipes femmes | Non disputé   | Non disputé   | Non disputé     | Non disputé     | 23 min 32 s 24 | 6e          | 23 min 48 s 01 | 9e       |

### Snowboard
| Athlète                 | Épreuve | Qualification | Qualification | Huitième de finale   | Quart de finale | Demi-finale | Finale     | Finale   |
| Athlète                 | Épreuve | Temps         | Rang          | Adversaire           | Adversaire      | Adversaire  | Adversaire | Rang     |
| ----------------------- | ------- | ------------- | ------------- | -------------------- | --------------- | ----------- | ---------- | -------- |
| Oskar Kwiatkowski       | Hommes  | 1 min 21 s 52 | 5e            | Felicetti Victoire   | Mastnak Défaite | Éliminé     | Éliminé    | 7e       |
| Michał Nowaczyk         | Hommes  | 1 min 21 s 64 | 7e            | Payer Défaite        | Éliminé         | Éliminé     | Éliminé    | 9e       |
| Weronika Biela-Nowaczyk | Femmes  | 1 min 30 s 75 | 22e           | Éliminée             | Éliminée        | Éliminée    | Éliminée   | Éliminée |
| Aleksandra Król         | Femmes  | 1 min 28 s 10 | 8e            | Smolentsova Victoire | Ledecká Défaite | Éliminée    | Éliminée   | 8e       |
| Aleksandra Michalik     | Femmes  | 1 min 37 s 11 | 24e           | Éliminée             | Éliminée        | Éliminée    | Éliminée   | Éliminée |